# 福島南高等学校 (私立)
福島南高等学校（ふくしまみなみこうとうがっこう）は福島県福島市に所在する、1968年に学校法人福島南学園が開校した私立高等学校である。

## 概要
開校翌年1969年に休校し、今日に至るまで事実上の廃校状態であるものの、帳簿上は現在も休校状態となっている。福島市民などからは、幻の福島南高校などと呼ばれていたりもするが、1年間しか開校していなかったため知名度はかなり低い。